# Ulrich Müller (Erziehungswissenschaftler)
Ulrich Müller (* 1960) ist ein deutscher Erziehungswissenschaftler.

## Leben
Von 1981 bis 1987 studierte er Pädagogik, Psychologie, Soziologie, Musikerziehung und Didaktik Biologie in Augsburg und Eichstätt (Diplom-Pädagoge). Von 1988 bis 1999 war er wissenschaftlicher Assistent am Lehrstuhl Erwachsenenbildung der Universität Eichstätt. Nach der Promotion 1993 zum Dr. phil., der Habilitation 1998 zum Dr. phil. habil. und der Ernennung 1999 zum Privatdozenten ist er seit 2003 Professor am Institut für Bildungsmanagement der PH Ludwigsburg.